# 웹스터 판결
웹스터 판결은 스코틀랜드 에든버러의 하츠 FC (Hearts)에서 뛰던 수비수 앤디 웹스터 (Andy Webster)와 관련된 축구계의 선례적 사건이다. 2006년 9월, 그는 계약기간 자체와는 상관없이 일정 기간만 경과하면 선수들이 일방적으로 계약을 파기할 수 있도록 명문화한 FIFA의 개정된 이적 규정을 활용한 첫 번째 선수가 되었다. 아직까지 이 판결로 인한 장기적 효과는 불분명하지만, 잠재적 중요성은 1995년의 보스만 판결과 비교된다.

## 배경

### 선수들의 지위와 이적에 관한 규정
웹스터 판결을 이끌어낸 이 규정은 유럽연합집행위원회(European Commission)가 1998년 당시의 FIFA 이적 시스템이 다른 산업의 근로자들과 비교하여 선수들의 이적의 자유를 방해하고 있다고 시정을 요구한 것에 대한 반응으로 제정되었다. FIFA와 UEFA는 축구에서의 예외를 주장했으나, 위원회가 기존 시스템을 폐기하도록 요구함에 따라 새로운 규정이 2001년 9월 제정되었다. 그러나 새 규정이 복잡하고 잠재적인 법률적 파생 문제들을 가지고 있었기 때문에 웹스터의 선례적 사건이 일어나기까지는 5년이 걸렸다.

### 규정 17조
FIFA의 선수들의 지위와 이적에 관한 규정 17조의 이름은 '정당한 사유가 없는 계약만기의 결과'이며, 이것은 '프로선수들과 클럽들 사이의 계약 안정성의 유지'라는 4장(Chapter IV)의 다섯 번째 조항이다. 이것은 계약이 정당한 사유가 없이 파기되는 경우에, 적용되는 조항과 보상비용 지불에 관한 필요조건의 윤곽을 그리고 있다. 구체적으로, 28세 이전에 계약을 체결한 선수는 계약 체결 후 3년이 지나면 스스로 계약을 파기할 수 있다. 또한, 이 보호 기간은 28세 이후에 계약을 체결한 경우, 2년으로 단축된다. 17조는 2004년 12월 처음 제정되고 2005년 7월 1일부터 발효되었다.

### 웹스터의 이적
앤디 웹스터(Andy Webster)는 2001년 3월 75000파운드의 이적료 및 미래에 그가 하츠팀에서 받게 될 추가 수입의 17.5%를 이전 구단이 받기로 하는 단서조항을 통해 아브로스(Arbroath F.C.)에서 하츠(Hearts)로 이적하였다. 이후 5년 동안 그는 팀의 주전선수로 활약하였으며, 스코틀랜드 대표팀으로 A매치 22경기에 출전하였다. 그러나 2006년 계약 연장을 둘러싸고 구단주 블라디미로 로마노프(Vladimir Romanov)와의 불화가 일어나면서 남은 2005–06 시즌 동안 팀 스쿼드(Squad)에서 제외되었다.
웹스터는 4월 이후, 한 경기에도 출전치 못하다가 FIFA의 선수 등록 규정 상의 허점을 이용하여 타 구단으로의 이적을 결심했고, 에버턴 FC, PSV 에인트호번, 레인저스 FC 등 약 10개 구단을 놓고 저울질하게 된다. 아직 계약기간이 1년 남아있던 웹스터는 그 해 8월 잉글랜드 프리미어리그의 위건(Wigan Athletic)과 계약한다. 그러나 FIFA로부터 계약을 승인 받는 데 몇 달이 걸렸으며, 웹스터의 이전 팀이 어떤 보상을 받을지 확정하는 데는 시간이 더욱 걸리는 장기간의 문제가 되고 말았다. 거기에 하츠팀이 결정에 대한 항의의 표시로 웹스터를 자신들의 선수 등록에서 제외시키지 않으면서, 문제는 더욱 복잡해졌다.
웹스터와의 계약에 들인 노력에도 불구하고, 위건은 그를 주전선수로 기용하지 않았고, 2007년 1월, 남은 2006–07 시즌 동안 그를 스코틀랜드 리그의 레인저스(Rangers)로 임대해 주었다. 계속된 부상으로 출장이 적었음에도 불구하고, 레인저스와 감독 월터 스미스(Walter Smith)는 웹스터의 임대계약을 2008년까지로 연장했다. 그러나 웹스터를 둘러싼 하츠와 위건 간의 이적소송이 계속되고 있는 한 레인저스로의 영구 이적은 불가능한 상태이다.
웹스터의 이적을 놓고 벌어진 하츠와 위건의 법정 공방은 2008년 1월 스포츠 중재 재판소의 판결을 끝으로 일단락 되었다. 스포츠 중재 재판소는 위건에게 선수의 원소속팀인 하츠에게 약 62만 5천 파운드의 보상금을 지급하라는 명령을 내렸고, 이것을 위건이 이행하면서 결국 소송에 가로막혀 완전이적을 하지 못하고 있던 웹스터의 숨통을 트어주었다. 결국 스코틀랜드 하츠와 위건 애슬래틱이 벌인 기나긴 법정 공방 끝에 레인저스로의 완전이적을 이룰 수 있게 되었다.
.

## 웹스터 사건에 대한FIFA의 판결
하츠는 즉각적으로 웹스터에게 500만 파운드의 이적료를 매겼다. 그러나 그는 이미 FIFA에서 보호기간으로 규정된 3년 이상을 팀에서 뛰었기 때문에, 17조 조항에 따라 하츠가 받을 보상 비용은 웹스터의 연봉에 따라 정산된 25만 파운드 정도가 되었다.
FIFA의 이적 중재 재판소는 2007년 5월 4일 하츠가 받을 금액을 웹스터의 향후 연봉, 수입 예상액, 법률 비용을 합쳐 62만 5천 파운드로 판결하였다. 또한, 웹스터가 정당한 사유없이 계약을 파기한 점을 들어 그의 잘못 또한 인정했으나, 이는 시즌종료 후 15일 이내라는 고지기간을 지키기 못한 절차적인 측면에 관한 것이었다. (규정에 의한 시즌 종료는 정규리그의 마지막 게임이 기준이나, 이 해 하츠는 스코티쉬 컵(Scottish Cup)대회 결승전에 출전 했는데, 웹스터와 그의 에이전트가 시즌 마지막 게임을 컵 대회 결승전을 기준으로 계산하는 바람에 이적 고지 기간을 지키지 않았다.) 이를 이유로 웹스터는 2007–08 시즌의 첫 2주 동안 출장이 정지되었다.
이에 하츠는 금액이 명백히 계산되지 않았다면서 이 판결에 대한 항소를 제기하였다. 웹스터 측 또한 자신에게 매겨진 벌금이 과하다며 항소를 제기할 의사를 표시했다. 2008년 1월 30일 스포츠계 최고의 중재 기관인 스포츠 중재 재판소(Court of Arbitration for Sport)에서 기존의 판결을 확정하였다. 또한, 웹스터에게 매겨진 이적료는 15만 파운드로 감소하였다.

## 반응과 분석
일반적으로 전문가들은 대체적으로 이 판결이 축구선수들의 이적의 자유를 제약하는 것에 문제를 제기했던 1995년의 보스만룰(Bosman Rule) 이후로 가장 중요한 판례가 될 것이라고 평가하고 있다. 또한, 계속 최고 기록을 갱신해 오던 고액 이적료의 시대가 끝날 것이란 예측이 이루어지고 있다. 프랭크 램퍼드(Frank Lampard), 크리스티아누 호날두(Cristiano Ronaldo), 마이클 오언(Michael Owen), 스티븐 제라드(Steven Gerrard)와 같은 고액의 유명선수들이 상대적으로 적은 액수로 팀을 떠나거나, 재계약시 팀을 상대로 강력한 협상 전략을 얻게 될 것으로 언급되고 있다.
FIFA는 이 판결에 대하여 매우 비판적인 반응을 보였다. 회장인 제프 블라터(Sepp Blatter)는 "선수들의 손을 들어주는 이 판결은 축구계 전반에 광범위하고 해로운 영향을 미칠 것이다" 라면서, "자신들이 맺은 계약을 충족시키기도 전에 폐기시키겠다는 생각을 가진 선수와 에이전트들의 승리이다" 라고 언급했다. 축구클럽들의 반응 또한 냉담했다. 하츠의 대변인은 "축구 클럽들의 암흑기" 라고 언급했으며, 하츠, 레인저스의 라이벌이자, 스코틀랜드리그에 속해있는 셀틱(Celtic)은 중재 결정의 선례에도 불구하고 재판에서는 자신들의 손을 들어줄 것이라며, 계약을 깨는 선수들은 누구든 고소하겠다고 강력하게 선언했다.
한편, 선수단체들은 스포츠 중재 재판소(Court of Arbitration for Sport)의 결정에 지지를 표시했다. 국제 축구선수 협회(FIFPro)의 스코틀랜드 대표 토니 히긴스(Tony Higgins)는 "17조는 축구선수들에게 다른 노동자들은 누구나 가지고 있는 노동권을 인정해주었다." 고 평했고, 스코틀랜드 선수 연합의 사무총장(general secretary) 프레이져 위셧(Fraser Wishart)은 웹스터룰을 지지하면서, 이를 '선수들이 이전보다 더 큰 고용의 자유를 누릴 수 있게 해준 획기적인 결정'으로 평하였다.
웹스터룰을 통해 프로선수가 계약만료 1년을 남겨둔 채 이적할 수 있는 계기가 마련됨으로써, 앞으로 선수들이 타클럽으로 이적을 시도할 때 이 규정을 이용할 가능성이 높아졌다고도 볼 수 있다. 하지만, 이 규정은 원계약의 정당한 이행, 의사 통보의 제한기간 준수, 타클럽과의 불법접촉금지, 위반행위에 대한 중대한 처벌조항과 같은 다양한 제재장치를 설정하고 있어 실질적으로 원활하게 적용할 수 있을지는 더 지켜봐야 할 것이다.

## 같이 보기
- 보스만룰 - 1995년에 축구선수의 자유이적 권리를 선언한 판결.

## 참고
1. 1 2 3 4  Nick Harris (2007년 5월 5일). “Webster ruling sets transfer landmark”. The Independent. 2008년 4월 6일에 원본 문서에서 보존된 문서. 2008년 5월 31일에 확인함.
2. 1 2 3 4 5  Graham Spiers (2008년 1월 31일). “Andy Webster ruling set to herald a revolution to rival Bosman”. The Times. 2008년 8월 21일에 원본 문서에서 보존된 문서. 2008년 5월 31일에 확인함.
3. ↑  John Nisbet (2008년 2월 21일). “Webster ruling opens exit door for 'big-name stars'”. The Independent.
4. ↑  “Transfer D-day put off”. BBC Sport. 2000년 10월 6일.[깨진 링크(과거 내용 찾기)]
5. ↑  [hhttp://soccernet.espn.go.com/euro2000/news/20000619fifatransfers.html “EC warns FIFA over transfers”]. soccernet. 2000년 6월 19일.
6. ↑  “Blatter: Transfer system safe”. 2001년 1월 10일.[깨진 링크(과거 내용 찾기)]
7. ↑  “Fifa optimistic over transfer talks”. BBC Sport. 2000년 12월 10일.[깨진 링크(과거 내용 찾기)]
8. ↑  Nick Harris (2007년 1월 13일). “Stars will buy into 'pay as you go' system”. 다음 글자 무시됨: ‘출판사The Independent’ (도움말)
9. ↑  “Regulations for the Status and Transfer of Players” (PDF). FIFA. 2007년 9월 22일에 원본 문서 (PDF)에서 보존된 문서. 2008년 5월 31일에 확인함.
10. ↑  Graham Spiers (2007년 11월 3일). “Celtic get tough over contracts”. The Times. 2008년 12월 4일에 원본 문서에서 보존된 문서. 2008년 5월 31일에 확인함.
11. ↑  Kenny MacDonald (2007년 5월 9일). “Webster ruling signals new era”. Eurosport.
12. ↑  Ross Thomson (2007년 3월). “Playing by the rules - FIFA’s regulatory powers”. Law Society of Scotland. 2008년 8월 29일에 원본 문서에서 보존된 문서. 2008년 5월 31일에 확인함.
13. ↑  “Jambos in new move for Webster”. Daily Record. 2001년 3월 29일. 2012년 10월 19일에 원본 문서에서 보존된 문서. 2008년 5월 31일에 확인함.
14. ↑  “Interview with Gary Callon, Club Secretary, Arbroath F.C.”. arbroath-mad.co.uk. 2008년 2월 8일. 2008년 8월 1일에 원본 문서에서 보존된 문서. 2008년 5월 31일에 확인함.
15. ↑  “Scottish nation team player details - Andy Webster”. Scottish Football Association. 2007년 9월 30일에 원본 문서에서 보존된 문서. 2008년 5월 31일에 확인함.
16. ↑  “Romanov admits Skacel wants to go”. BBC Sport. 2006년 5월 3일.
17. ↑  “Ivanauskas could keep Hearts job”. BBC Sport. 2006년 5월 5일.
18. ↑  최낙천 (2007년 1월 24일). “이적 시장의 새 변수 웹스터 룰”. 플라마.[깨진 링크(과거 내용 찾기)]
19. ↑  Graham Spiers (2008년 1월 31일). “Andy Webster ruling set to herald a revolution to rival Bosman”. The Times. 2008년 8월 21일에 원본 문서에서 보존된 문서. 2008년 5월 31일에 확인함.
20. ↑  “Fifa allows Webster to join Wigan”. BBC Sport. 2006년 9월 4일.
21. ↑  “Webster to fight for Wigan place”. BBC Sport. 2006년 12월 29일.
22. ↑  “Webster checks in as loan Ranger”. BBC Sport. 2007년 1월 5일.
23. ↑  “Webster extends Ibrox loan deal”. BBC Sport. 2007년 6월 29일.[깨진 링크(과거 내용 찾기)]
24. ↑  “'웹스터룰 1호' 앤드류 웹스터, 위건 떠나 레인저스로 완전이적”. 프리미어리그 인사이드. 2008년 6월 10일. 2008년 10월 10일에 원본 문서에서 보존된 문서. 2008년 7월 31일에 확인함.
25. ↑  “Hearts demanding £5m for Webster”. BBC Sport. 2007년 3월 17일.
26. ↑  “Webster must pay Hearts £625,000”. BBC Sport. 2007년 5월 4일.
27. ↑  Kenny MacDonald (2007년 5월 25일). “Hearts appeal FIFA's Webster ruling”. 로이터(Reuters). 2012년 7월 16일에 원본 문서에서 보존된 문서. 2008년 5월 31일에 확인함.
28. ↑  “Hearts challenge Webster ruling”. BBC Sport. 2007년 5월 25일.
29. ↑  “Webster may appeal FIFA fine”. Eurosport. 2007년 5월 9일.
30. ↑  “Award - CAS 2007/A/1298/1299/1300 Wigan Athletic FC/Heart of Midlothian/Webster” (PDF). 2008년 1월 30일. 2009년 7월 15일에 원본 문서 (PDF)에서 보존된 문서. 2009년 7월 13일에 확인함.
31. 1 2  Graeme MacPherson (2008년 1월 31일). “Vindication for Webster but a ‘dark day’ for clubs”. The Herald.[깨진 링크(과거 내용 찾기)]
32. 1 2  Graham Spiers (2008년 1월 30일). “CAS issues landmark decision in soccer contract dispute”. Associated Press.
33. ↑  “Webster's clause for concern”. Special Broadcasting Service. 2007년 2월 20일.[깨진 링크(과거 내용 찾기)]
34. ↑  “FIFA criticizes CAS ruling on soccer contract dispute”. Associated Press. 2008년 1월 31일.
35. ↑  Graham Spiers (2007년 11월 3일). “Celtic get tough over contracts”. The Times. 2008년 12월 4일에 원본 문서에서 보존된 문서. 2008년 5월 31일에 확인함.
36. ↑  주영준 (2006년 9월 5일). “FIFA의 새로운 이적 규정 선례를 마련하다.”. 사커라인. 2016년 3월 4일에 원본 문서에서 보존된 문서. 2018년 11월 9일에 확인함.